# Kapčagajská přehrada
Kapčagajská přehrada (rusky Капчагайское водохранилище) je přehradní nádrž na území Almatské oblasti v Kazachstánu. Přehradní jezero má rozlohu 1850 km². Je 180 km dlouhé a maximálně 22 km široké. Průměrná hloubka je 15,2 m a maximální 45 m. Jeho objem činí 28,14 km³.

## Vodní režim
Přehradní jezero na řece Ili za hrází Kapčagajské hydroelektrárny se začalo naplňovat v roce 1970. Úroveň hladiny kolísá v rozsahu 4 m. Reguluje dlouhodobé kolísání průtoku. Přehrada se využívá pro energetiku a zavlažování a je to také místo rekreace pro obyvatele Alma-Aty a dalších měst v jižní části Kazachstánu. Na břehu leží město Kapčagaj. Kromě Ili přitéká do přehrady mnoho dalších řek (např. Čilik).